# Les As de la jungle (film)
Pour la série télévisée, voir Les As de la jungle.
Série Les As de la jungle
Les As de la jungle : Opération banquise
(2011) Les As de la jungle 2 : Opération tour du monde
(2023)
Pour plus de détails, voir Fiche technique et Distribution.
Les As de la jungle est un film d'animation, d'aventures et d'action français de David Alaux, sorti en 2017. Il est produit et réalisé par TAT Productions, la société toulousaine qui a créé la série télévisée d'animation Les As de la jungle. Le scénario est signé par David Alaux, Éric Tosti et Jean-François Tosti.
Deux autres métrages avaient déjà été basés sur la série : Les As de la jungle : Opération banquise, diffusé en 2011 sur France 3 puis sorti sur grand écran deux ans plus tard et Les As de la jungle : Le Trésor du vieux Jim en 2014. Une suite est sortie au cinéma en 2023 Les As de la jungle 2 : Opération tour du monde.

## Synopsis
Un iceberg avec un œuf de manchot est envoyé aux rives d'une jungle en Afrique. Pendant ce temps, dans la jungle, une équipe de justiciers baptisée « Les Fortiches », composée de la tigresse du bengale Natacha, du paresseux Tony, du rhinocéros de java Goliath et du  porc-épic à crête Ricky, sont engagés à sauver tous les habitants de la jungle, y compris un méchant koala nommé Igor. Lors de la prochaine chasse, Igor a presque réussi à s'échapper de l'île dans un petit bateau, mais il est entré en collision avec un iceberg qui n'a pas permis au koala de quitter la rive. Igor a essayé d'utiliser l'œuf comme un bouclier vivant, mais sa tentative a échoué.
Quand Natacha a amené Igor sur une petite île, il lui dit qu'il a semé des champignons-explosifs dans la jungle, qui commencent déjà à exploser à ce moment-là. Natacha se dépêche immédiatement pour tout sauver avec « Les Fortiches ». Lors d'un incendie dans la Jungle, Ricky, pour sauver tous les animaux, se sacrifie.
Natacha comprend que les activités des Fortiches ont conduit à la mort d'un ami, et avec Goliath et Tony abolit l'équipe. Goliath, qui se considérait inutile après l'effondrement de l'équipe, s'en va. Bientôt l'œuf d'un bébé manchot empereur éclos, et Natacha l'appela Maurice et il devint son fils. Quand Maurice eu grandi, il a commencé à avoir le désir de suivre les traces de sa mère contre sa volonté et de sauver tous ceux qui ont des ennuis. Il dit au revoir à sa mère et s'en alla. En parallèle, Igor ayant une graine d'arbre avec lui, attend qu'elle grandisse, et acquiert en même temps un assistant un crabe de cocotier nommé Surimi.
Un peu plus tard, les As de la Jungle sont occupés à secourir les éléphants qui ont été forcés de servir comme esclaves sous la surveillance des babouin olives qui menacent de détruire leur totem. L'équipe réussit à faire face à cette mission. Pendant ce temps, Igor a finalement attendu que l'arbre pousse, et lui, avec Surimi, est parti vers la jungle.
Bientôt, les As de la Jungle remarquent un arbre en feu et ils arrivent à cet endroit, où ils rencontrent Igor, qui les attire dans un piège et apprend d'eux que Maurice est le fils de Natacha. Igor parle de ses plans pour les anéantir avant les Fortiches, puis il part, laissant les As attendre qu'ils meurent de l'explosion de ses champignons. L'équipe a réussi à échapper à l'explosion, après quoi ils sont envoyés à Natacha.
Igor prend sous sa subordination les babouins, qui à cause des As de la Jungle, ne peuvent pas s'engager dans le banditisme. Igor a développé l'idée de saper la caverne, de sorte que la jungle soit anéantie sous l'eau.
Quand les As sont arrivés chez Natacha, elle est heureuse de rencontrer son petit-fils Junior, mais apprend en même temps le retour d'Igor et raconte à son fils l'histoire de ce koala qui voulait jadis rejoindre Les Fortiches. Mais il avait du caractère et avait déjà commencé à fabriquer des champignons qui explosent avec pour seule idée de détruire la jungle. Natacha elle-même a décidé de trouver Goliath et Tony et de faire revivre les Fortiches, tout en ne voulant pas impliquer Maurice et les As dans leurs affaires.
Le jour suivant, les Fortiches ont décidé d'interférer les plans d'Igor, tout en coupant la route des As de la Jungle en détruisant le pont. Quand les Fortiches retrouvent Igor, celui-ci les conduit à leur tour dans son piège, mais l'équipe réussit presque à vaincre Igor. Maurice a décidé d'aider les Fortiches en se catapultant avec son fils, mais son intervention a permis à Igor de s'échapper, et il a pris Junior avec lui en otage. Natacha montre à Maurice que, par sa faute, Igor s'est échappé et a kidnappé son fils, et demande aux As de ne pas intervenir. Maurice lui-même est déçu et se retire de son équipe, et dès le début de la pluie, il a commencé à enlever les rayures sur son corps. Les Fortiches ont atteint le repaire d'Igor, mais ils ont été pris en embuscade et ont été capturés par le koala.
Maurice se retrouve bientôt près de l'étang et voit les souvenirs où il quitte sa maison et trouve Junior, d'où un petit poisson éclos d'un œuf et il l'a adopté, faisant de lui son fils. À ce moment, Junior s'échappe du repaire d'Igor et arrive à l'étang où Maurice y est encore. Maurice est heureux du retour de son fils et découvre que les Fortiches ont été capturés et que de nombreux animaux ont été réduits en esclavage, forcés de faire pousser des bombes-champignons pour Igor. Maurice restaure ses rayures jaunes sur son corps et fabrique un nouvel aquarium pour Junior, puisque l'aquarium principal de son fils est resté dans le repaire d'Igor.
Gilbert, Batricia, Al et Bob veulent sauver les Fortiches sans l'aide de Maurice mais Miguel refuse, Maurice et Junior retournent au repaire des As, et avec l'équipe, pénètrent dans le repaire d'Igor sous un camouflage. Là, les héros libèrent les Fortiches et avec eux ils se battent avec les babouins soumis à Igor. Peu de temps après la défaite des babouins, Igor active les bombes et disparaît, Maurice ordonne aux Fortiches d'évacuer les habitants de la jungle, et lui et les As vont empêcher les champignons d'exploser.
Ayant réussi à sauver la jungle, les Fortiches et les As de la Jungle font de nouveau face à Igor, qui déclare qu'il ne s'arrêtera jamais, mais Maurice catapulte son fils, qui à son tour provoque un dysfonctionnement au jetpack du koala. Les Fortiches ont décidé de prendre leur retraite, tandis que les As continuent à sauver la jungle.
Igor a atterri sur la même île sur laquelle Natacha l'a exilé au début du film.
Dans une scène post-générique, Igor a décidé de planter un nouvel arbre, mais cette fois, la graine a été saisie par une mouette.

## Fiche technique
Sauf indication contraire, les informations mentionnées dans cette section peuvent être confirmées par la base de données cinématographiques Allociné,  présente dans la section « Liens externes ».
| |  |  |
| David Alaux et Jean-François Tosti à l'occasion de l'avant-première du film au festival international du film d'animation d'Annecy 2017. |  |  |

- Titre original : Les As de la jungle
- Réalisation : David Alaux
- Scénario : David Alaux, Éric et Jean-François Tosti
- Société de production : TAT Productions, SND, France 3 Cinéma et Master Films[2]
- Société de distribution : SND (France)
- Pays de production :  France
- Langue : français
- Genre : Animation, aventure et comédie
- Budget : 7 millions d'euros[3]
- Certification : tous publics en France
- Dates de sortie :
  - France : 13 juin 2017 (Festival international du film d'animation d'Annecy 2017) ; 26 juillet 2017 (sortie nationale)

## Distribution
Sauf indication contraire, les informations mentionnées dans cette section peuvent être confirmées par la base de données cinématographiques Allociné,  présente dans la section « Liens externes ».
- Philippe Bozo : Maurice
- Laurent Morteau : Gilbert
- Pascal Casanova : Miguel
- Céline Monsarrat : Batricia
- Emmanuel Curtil : Al / un babouin
- Paul Borne : Bob
- Maïk Darah : Natasha
- Frantz Confiac : Tony
- Alain Dorval : Goliath
- Richard Darbois : Igor
- Jérémy Prévost, Xavier Fagnon, Guillaume Lebon : Les Babouins

## Production
L'idée d'un long-métrage adapté de la série télévisée émerge en 2013, et, après un an de développement et de scénarisation et deux de réalisation ainsi que 13 000 heures de travail, la date de sortie française est annoncée sur la page Twitter de TAT Productions le 12 octobre 2016 : le 26 juillet 2017,.
La première bande-annonce du film sort en mai 2017. La première avant-première du film a lieu le 8 juin au cinéma Gaumont Wilson à Toulouse.

## Accueil

### Accueil critique
Pour Le Canard enchaîné, même si le film est « drôle, tonique, malin, efficace », il évoque un « malaise » au début : « Un type ceinturé d'explosifs court au milieu de la population terrorisée en jetant des grenades autour de lui. Bon d'accord. Le méchant [...] est un koala. Mais quand même, ce film d'animation de David Alaux renvoie à des angoisses d’actualité. » Pour Cécile Mury de Télérama, « ce film d'animation, en 3D, français, mais « à l'américaine », déploie toute une ménagerie rigolote ». Elle rajoute que cette « pétulante comédie compense une image un peu lisse par un déferlement de gags sympathiques » et qu'elle parodie « avec malice le monde des super-héros et les films de kung-fu ».

### Box-office
En décembre 2017, le box-office des As de la jungle est à 700 000 entrées. Le film est distribué internationalement dans plus de 70 pays. À la mi-janvier 2018, l'œuvre d'animation culmine à un million d'entrées, et est la plus regardée au Mexique et en Afrique du Sud, après la France. D'après les chiffres de JP's Box Office, le film obtient un total de 2 746 139 entrées dans le monde, pour 10 242 858 dollars récoltés. Sa rentabilité est de 193 %.
Il est le sixième film français au classement du box office international de 2018.
| Pays ou région               | Box-office                     | Date d'arrêt du box-office | Nombre de semaines |
| ---------------------------- | ------------------------------ | -------------------------- | ------------------ |
| France                       | 692 333 entrées                |                            |                    |
| Chine                        | 239 000 entrées                |                            |                    |
| Russie                       | 281 000 entrées                |                            |                    |
| Royaume-Uni Irlande          | 238 559 entrées                |                            |                    |
| République tchèque Slovaquie | 94 005 entrées                 |                            |                    |
| Espagne Portugal             | 69 361 entrées                 |                            |                    |
| Italie                       | 53 418 entrées                 |                            |                    |
| Pologne                      | 49 287 entrées                 |                            |                    |
| Croatie Serbie               | 35 939 entrées                 |                            |                    |
| Lituanie Lettonie Estonie    | 36 064 entrées                 |                            |                    |
| Suède                        | 26 845 entrées                 |                            |                    |
| Danemark                     | 21 657 entrées                 |                            |                    |
| Roumanie                     | 21 304 entrées                 |                            |                    |
| Hongrie                      | 17 677 entrées                 |                            |                    |
| Norvège                      | 17 638 entrées                 |                            |                    |
| Grèce                        | 17 577 entrées                 |                            |                    |
| Finlande                     | 17 253 entrées                 |                            |                    |
| Belgique                     | 17 239 entrées                 |                            |                    |
| Suisse                       | 13 566 entrées                 |                            |                    |
| Bulgarie                     | 11 239 entrées                 |                            |                    |
| Total mondial                | 2 746 139 entrées 14 035 379 $ |                            | n/a                |

## Autour du film
- Si vous ne connaissez pas le sujet, laissez ce bandeau (vous pouvez alors contacter les auteurs).
- Si vous supprimez le contenu mis en cause (vous pouvez préalablement contacter les auteurs),

argumentez précisément cette suppression dans la page de discussion
(un manque de référence n'est pas un argument ; une recherche réelle de référence doit avoir été effectuée, être formellement documentée).
Le film comporte de nombreuses références à certains films culte : 
- Rocky :
  - Lors de son match contre un éléphant, le rhinocéros Goliath est motivé par son coach par les répliques « - T'as pas mal ! - J'ai pas mal ! » comme Rocky Balboa lors de son combat contre le russe Drago.
  - Maurice retrouve sa motivation aux sons de la chanson Eye of the Tiger du groupe Survivor.
  - Cette même séquence se termine par Maurice hurlant au sommet d'une montagne comme jadis Rocky dans Rocky 4.
- Indiana Jones et le Temple maudit :
  - Igor dirige un chantier souterrain avec les animaux comme esclaves.
  - Maurice, Miguel, Gilbert, Batricia, Junior, Al et Bob s'embarquent pour une course à bord d'un wagonnet sur un circuit de style Montagnes russes pour empêcher l'explosion du mont de boules explosives.
- Mission impossible : en voulant dérober la clé de la cellule à Igor, Maurice se retrouve suspendu à l'horizontale par les langues de Bob et Al. Il remue les bras pour éviter de perdre l'équilibre et récupère même une goutte d'eau.

## Suite
Une suite à Les As de la jungle est prévue pour 2023, toujours scénarisée par David Alaux, Éric Tosti et Jean-François Tosti et réalisée par Benoît Somville. Son développement débute en 2018.